# Realize (canção)
"Realize" é uma canção da cantora norte-americana de pop Colbie Caillat. A canção foi extraída como segundo single oficial de seu primeiro álbum de estúdio, intitulado Coco, lançado em 2007.
Em 23 de maio de 2008, Colbie fez a primeira performance ao vivo da canção, juntamente com seu vocal de apoio, no The Tonight Show com Jay Leno.

## Charts
| Chart (2008)                      | Melhor posição |
| --------------------------------- | -------------- |
| Canadian Hot 100                  | 37             |
| Dutch Top 40                      | 19             |
| U.S. Billboard Hot 100            | 20             |
| U.S. Billboard Pop 100            | 16             |
| U.S. Billboard Mainstream Top 40  | 10             |
| U.S. Billboard Adult Contemporary | 11             |
| U.S. Billboard Adult Top 40       | 6              |